# Loch Loy
Loch Loy är en sjö i Storbritannien.   Den ligger i kommunen Highland och riksdelen Skottland, i den norra delen av landet, 700 km norr om huvudstaden London. Loch Loy ligger 26 meter över havet. Trakten runt Loch Loy består i huvudsak av gräsmarker.